# Megachernes vietnamensis
Megachernes vietnamensis är en spindeldjursart som beskrevs av Beier 1967. Megachernes vietnamensis ingår i släktet Megachernes och familjen blindklokrypare. Inga underarter finns listade i Catalogue of Life.